# Blue Earth County
Blue Earth County är ett administrativt område i delstaten Minnesota, USA, med 64 013 invånare. Den administrativa huvudorten (county seat) är Mankato. 

## Politik
Blue Earth County har röstat för republikanernas kandidat i de flesta presidentval genom åren. Mellan valet 1892 och valet 1984 röstade området republikanskt i alla presidentval sedan 1892 utom fem stycken (1912, 1932, 1936, 1964, 1976). Därefter har området tenderat att rösta för demokraternas kandidat, med undantag för valet 2000 och valet 2016 då republikanernas kandidat vann området.

## Geografi
Enligt United States Census Bureau har countyt en total area på 1 984 km². 1 949 km² av den arean är land och 35 km² är vatten. 

### Angränsande countyn
- Nicollet County - nord
- Le Sueur County - nordost
- Waseca County - öst
- Faribault County - syd
- Martin County - sydväst
- Watonwan County - väst
- Brown County - nordväst